# Station Kolbudy
Station Kolbudy is een voormalig spoorwegstation in de Poolse plaats Kolbudy.